# Hardžedefovo naučení
Hardžedefovo naučení je staroegyptské literární dílo, nejstarší známý doklad žánru Knih moudrých rad do života. Za autora je literární tradicí považován princ Hardžedef, mladší syn panovníka Chufua z období 4. dynastie, který jej měl napsat pro svého syna Autjebrea. O Hardžedefově autorství ovšem neexistuje žádný přesvědčivý důkaz a nelze vyloučit, že mu bylo ještě ve Staré říši připsáno pro věhlas, který prince provázel; v egyptologii proto bývá označováno jako domnělé.
Pro existenci tohoto naučení dlouho svědčily jen zmínky o něm z jiných pramenů, teprve v moderní době byly nalezeny i zlomky textu samotného. Je z něj znám pouze začátek rekonstruovaný podle 17 opisů na hieratických ostrakách z ramessovské doby a jednoho na dřevěné tabulce ze Třetí přechodné doby.

## Obsah
Naučení již obsahuje témata, s nimiž se lze v rámci tohoto literárního žánru setkat i později, přičemž se zdá, že formou vykazuje jisté podobnosti s naučením Ptahhotepa. Text začíná uvedením jména a titulů autora a jména jeho syna, jemuž je naučení určeno. Hardžedef synovi doporučuje se oženit, až bude „znamenitým“, a synovi, který se mu jednou narodí, postavit dům (řádek 6–7). Další rady se týkají vybudování hrobky („domu smrti“), určení polností, z nichž budou přinášeny obětiny, a také profesionálního zádušního kněze, který bude obstarávat zádušní kult. To vše slouží věčnému života a je proto důležitější než věci pozemské. Hardžedef ostatně v této souvislosti naznačuje, že na dědice není radno se příliš spoléhat (řádek 26).
Porušená část textu pak uvádí, že ani zabezpečený zádušní kult ovšem pro blažený posmrtný život člověka nemusí být postačující, protože „z jeho zádušní oběti se stane trest boží a to, co ho mělo těšit, bude jeho hanbou“ (řádek 36–37). Není jasné, o jaké situaci zde Hardžedef hovoří, ale podle textu předcházejícího tomuto úseku by mohlo jít o varování před důsledeky neetického jednání za života, kdy namísto toho, aby člověk na věčnosti žil s vědomím své spravedlnosti, žije ze zádušních obětin sice věčně, ale v hanbě.
Další dnes neznámá část textu pravděpodobně obsahovala rady týkající se různých oblastí každodenního života. Lze to dovodit nejen z podoby ostatních úplněji zachovaných naučení, ale také z obliby, které se tento text těšil více než dvě tisíciletí i poté, co právní instituce v něm doporučovan už dávno zanikly.
Ukázka textu (řádek 11–15):
| „ | Zařiď si dům v pohřebišti a učiň znamenitým své sídlo na Západě. Měj na paměti, že smrt pro nás nic neznamená; pamatuj, že si ceníme života – avšak dům smrti slouží právě životu! | “ |

### České editace textu
- BRUNNER, Hellmut. Moudré knihy starých Egypťanů : naučení o životě. Překlad Rudolf Řežábek. Liberec: Dialog, 2007. 344 s. ISBN 978-80-86761-77-0. S. 79–81.
- VACHALA, Břetislav. Moudrost starého Egypta. Praha: Knižní podnikatelský klub, 1992. 175 s. ISBN 80-85267-28-4. S. 8–9.